# Micropsectra jokatertia
Micropsectra jokatertia е насекомо от разред Двукрили (Diptera), семейство Хирономидни (Chironomidae).